# Clyde Warrior
Clyde Merton Warrior (Ponca City, 31 d'agost de 1939 – juliol de 1968) fou un membre de la tribu Ponca d'Oklahoma. Va aprendre una àmplia gamma de cançons tribals i fou campió de Fancy Dance en la seva adolescència.

## Biografia
Warrior estudià al Cameron Junior College a Lawton (Oklahoma). Va obtenir el premi Outstanding Indian Student el 1962, i fou elegit President del Consell de la Joventut Índia de la Regió Sud-oest. Més tard va obtenir un grau de llicenciatura a la Northeastern State University el 1966.
El 1962, Warrior es casà amb Della Hopper (Tribu Otoe-Missouria). La parella va tenir dues filles.
Warrior va ser testimoni de la discriminació contra els amerindis, de la pobresa aclaparadora a les comunitats indígenes, i la incompetència del Bureau of Indian Affairs. Va lluitar contra la injustícia i va treballar per promoure l'orgull natiu. Va escriure dos assaigs de gran influència en la dècada de 1960, Which One Are You?: Five Types of Young Indians i We Are Not Free.
Creient que el National Congress of American Indians era excessivament conservador i que complia amb les necessitats de la joventut nadius, Warrior co-fundà el National Indian Youth Council el 1961. Va promoure l'autodeterminació ameríndia i inspirà molts joves activistes amerindis durant la dècada de 1960 i 1970.
Warrior va morir als 28 anys el 18 de juliol de 1968 d'una insuficiència hepàtica després d'anys d'alcoholisme. Fou enterrat a Ponca City. Al seu epitafi diu, "Un aire fresc de nou idealisme indi."